# Carioressi
La carioressi (dal greco κάρυον karyon, nucleo, e ῥῆξις rhexis, rompersi) o carioclasi (klásis, rottura) è un fenomeno che consiste nella frammentazione del nucleo di una cellula morente in diverse parti di grandezza variabile, che vanno a depositarsi sulla faccia interna della membrana cellulare. Solitamente il processo degenerativo porta alla cariolisi, cioè alla dissoluzione completa del nucleo e alla degradazione del DNA. Può essere conseguenza di processi biologici come un'elevata velocità proliferativa ed è tipica di patologie neoplasiche quali il linfoma di Burkitt, in cui si ha una vera e propria deformazione del nucleo.

## Descrizione
Una cellula apoptotica attraversa un processo che culmina nella formazione dei corpi apoptotici, i quali saranno fagocitati (efferocitosi). Nel contesto della carioressi, questo processo si compone delle seguenti fasi: picnosi (condensazione irreversibile della cromatina), carioressi (frammentazione del nucleo e della cromatina) e cariolisi (dissoluzione della cromatina a causa delle endonucleasi).
La carioressi riguarda la distruzione dell'involucro nucleare e la frammentazione, da parte delle endonucleasi, della cromatina condensata. Durante l'apoptosi è utile a far sì che i frammenti nucleari siano rapidamente rimossi dai fagociti. Nella necrosi, tuttavia, questo processo non procede in maniera ordinata, permettendo la formazione di detriti cellulari frammentati, contribuendo ulteriormente al danno e all'infiammazione tissutali.